# شهرستان فنگچینگ
شهرستان فنگچینگ (به لاتین: Fengqing County) یک منطقهٔ مسکونی در چین است که در لینکانگ واقع شده‌است. شهرستان فنگچینگ ۴۲۰٬۵۹۴ نفر جمعیت دارد.